# Нижегородова, Валентина Александровна
Валентина Александровна Нижегородова (род. 16 мая 1992[…], Могилёв) — белорусская футболистка, полузащитница клуба «Днепр-Могилёв».

## Биография
Воспитанница могилёвского футбола, первый тренер А. В. Ласточкин. На взрослом уровне начала выступать в родном городе в клубе «Надежда-Днепр» и в 2010 году завоевала бронзовые награды национального чемпионата. В 2011 году перешла в ЖФК «Минск», в котором провела три сезона, в первых двух была твёрдым игроком основы, а в 2013 году чаще выходила на замены. Становилась чемпионкой (2013), серебряным (2012) и бронзовым (2011) призёром чемпионата Белоруссии, обладательницей (2011, 2013) и финалисткой (2012) Кубка страны. В 2014 году вернулась в могилёвский клуб, с которым ещё трижды (2014, 2015, 2016) становилась бронзовым призёром чемпионата Белоруссии.
В 2017 году перешла в российский клуб «Дончанка» (Азов). Дебютный матч в чемпионате России сыграла 18 апреля 2017 года против клуба «Звезда-2005», заменив на 55-й минуте Кристину Чичкала. Всего в чемпионате России провела 10 матчей, в большинстве из них выходила на замены.
После вылета «Дончанки» из высшей лиги спортсменка вернулась в Белоруссию и присоединилась к команде «Зорка-БДУ» (Минск). В её составе — бронзовый призёр чемпионата страны 2018 года. Всего за карьеру в высшей лиге Белоруссии сыграла более 150 матчей, забила более 40 голов.
Выступала за молодёжную сборную Белоруссии. Вызывалась в состав национальной сборной, но в официальных матчах в турнирах ФИФА и УЕФА за неё не играла.